# Lissonota dineta
Lissonota dineta là một loài tò vò trong họ Ichneumonidae.